# Szacharut
Szacharut (hebr. שחרות; pol. Młodość) – wieś położona w samorządzie regionu Chewel Elot, w Dystrykcie Południowym, w Izraelu.
Leży na górze Szacharut położonej w południowej części pustyni Negew, w otoczeniu kibuców Ne’ot Semadar, Newe Charif, Ketura, Gerofit, Jotwata i Samar. Na północny zachód od wioski znajduje się baza lotnicza Owda oraz port lotniczy Owda.

## Historia
Osadą założono w 1985. Nazwano go od góry, na której jest położony.

## Edukacja
W wiosce znajduje się szkoła podstawowa.

## Gospodarka
Gospodarka wioski opiera się na hodowli drzewek oliwnych i turystyce.

## Turystyka
Największą tutejszą atrakcją turystyczną są organizowane wycieczki wielbłądami po pustyni Negew. Podczas przejażdżki można podziwiać florę i faunę, oraz zrozumieć życie mieszkańców pustyni. Tuż obok wioski znajduje się głęboki na 250 metrów kanion.

## Komunikacja
Z wioski wyjeżdża się lokalną drogą w kierunku północno-zachodnim i dojeżdża do drogi wyjazdowej z bazy lotniczej Owda, którą jadąc na północ dojeżdża się do drogi ekspresowej nr 12  (Ne’ot Semadar-Ejlat).